# Muhammad Džavád Báhonar
Muhammad Džavád Báhonar (persky محمدجواد باهنر‎; 5. září 1933 Kermán – 30. srpna 1981 Teherán) byl íránský ší'itský teolog a politik, který byl v srpnu 1981 necelý měsíc předsedou vlády. Bahonar a další členové vlády Muhammada Alí Radžáího byli zavražděni Lidovými mudžáhedíny.

## Raný život
Narodil se 3. září 1933 v íránském Kermánu. Jeho otec byl prostý obchodník a měl malý obchod v Kermánu. Byl druhým dítětem z devíti a jeho rodina byla velmi chudá. Jako dítě se učil Korán a také se učil číst a psát persky. Studoval v semináři. Současně mohl získat titul ze starověké školy.

## Vzdělání
Absolvoval základní školu v Kermánu. V roce 1953 nastoupil do semináře v Qomu a navštěvoval třídu vůdce íránské islámské revoluce Rúholláha Chomejního. Získal titul Ph.D. na Teheránské univerzitě. Také byl členem fakulty Teheránské univerzity a vyučoval hodiny náboženství a teologie.

## Revoluční aktivity

### Před íránskou islámskou revolucí
Byl odpůrcem dynastie Pahlaví a vyvíjel aktivity proti Muhammadovi Rezá Pahlavímu, které vedly k jeho uvěznění v letech 1963, 1964 a 1975. V roce 1963 byl uvězněn za odpor proti Pahlavího Bílé revoluci. Také během Chomejního exilu v Iráku a ve Francii pokračoval ve své revoluční činnosti a byl vlivným členem mezi Chomejního stoupenci.

### Po íránské islámské revoluci
Po propuštění z vazby se do další činnosti zapojil až poté, co se Chomejní stal faktickým vládcem Íránu. Za své zásluhy o revoluci se stal v roce 1981 ministrem kultury a byl zodpovědný za cenzuru všech médií, která neschvalovali muslimští vůdci v Teheránu. Řídil také očistu íránských univerzit od veškerého sekulárního vlivu.
Stal se také zakládajícím členem Islámské republikánské strany. Byl také členem Shromáždění znalců. Spolu s Muhammadem Alí Radžáím očistil íránské univerzity od západních kulturních vlivů, což je známé jako islámská kulturní revoluce. Po zavraždění Muhammada Beheštího 28. června 1981 byl jmenován generálním tajemníkem strany, kde byl také členem ústředního výboru. Od března 1981 do srpna 1981 zastával funkci ministra kultury a islámského vedení za vlády Muhammada Alí Radžáího. Když se Radžáí 5. srpna 1981 stal prezidentem, vybral Bahonora za svého premiéra.

## Atentát
Byl zavražděn spolu s Radžáím a dalšími členy Islámské republikánské strany, když 30. srpna 1981 vybuchla v kanceláři strany v Teheránu bomba. Bomba byla odpálena, když jedna z obětí otevřela kufřík. Kufřík nesl na schůzi bezpečnostní pracovník Islámské republikánské stran Mas'úd Kešmírí. O týden později byl Kešmírí oznámen jako osoba odpovědná za plánování a provedení atentátu. Kešmírí byl označen za agenta Lidových mudžahedínu, které podporoval Saddám Husajn. Pokusil se zavraždit Radžáího a Bahonara 22. srpna, když Rádžaí představil svůj kabinet Rúholláhu Chomejnímu. Zemřel týden před svými 48. narozeninami.
Íránské úřady oznámily, že za útok je zodpovědný Mas’úd Kešmírí. Kešmírímu, o němž se předpokládalo, že zahynul při výbuchu, „byl uspořádán mučednický pohřeb“ a byl „pohřben vedle Rádžaího a Bahonara“. Došlo k mnoha zatčením a popravám členů Lidových mudžahedínů a dalších levicových skupin.